# Otto-Erich Brodde
Otto-Erich Brodde (* 2. Januar 1942 in Dortmund; † 13. Oktober 2007) war ein deutscher Pharmakologe.

## Leben
Brodde studierte an der Westfälischen Wilhelms-Universität in Münster Chemie. 1972 wurde er in Münster mit einer Arbeit über die Synthese von Polysacchariden zum Dr. rer. nat. promoviert. 1973 ging er als wissenschaftlicher Mitarbeiter von Hans-Joachim Schümann ans Pharmakologische Institut des Universitätsklinikums Essen. Hier habilitierte er sich 1980 für Pharmakologie und Toxikologie und wurde noch im selben Jahr Leiter des Biochemischen Forschungslabors der Klinik für Nieren- und Hochdruckkrankheiten des Essener Universitätsklinikums. 1993 wurde er von der Martin-Luther-Universität Halle-Wittenberg auf den Lehrstuhl für Pharmakologie und Toxikologie ihrer Medizinischen Fakultät berufen – es war der erste Ruf auf einen solchen Lehrstuhl an einen Nicht-Mediziner im Nachkriegs-Deutschland. 2002 kehrte er ans Universitätsklinikum Essen zurück, wo er in der Abteilung für Pathophysiologie arbeitete. Anfang 2007 trat er in den Ruhestand. Er war Doktorvater von 87 Doktoranden.

## Forschung
Broddes Hauptforschungsgebiet waren die Rezeptoren, durch die das vegetative Nervensystem auf den Blutkreislauf wirkt, also die Adrenozeptoren für den Sympathikus und die Muskarinrezeptoren für den Parasympathikus. Mit Schümann fand er, dass es im Herzen sowohl α- als auch β-Adrenozeptoren gibt, mit je verschiedenen Signaltransduktions-Wegen. Beruhte diese Erkenntnis zunächst auf Tierexperimenten, so wandte sich Brodde dann mehr und mehr Untersuchungen am Menschen zu. Das menschliche Herz besaß beide β-Adrenozeptor-Subtypen, β1 und β2, beide an der Regelung der Herztätigkeit beteiligt. Die Nähe zur Klinik brachte die Frage nach Veränderungen bei Krankheit und Therapie immer näher, etwa bei Herzinsuffizienz, bei Bluthochdruck und bei Behandlung mit Katecholaminen. Gegen Ende seiner Laufbahn interessierte Brodde am meisten die Frage, wie sich Verschiedenheiten der Adrenozeptor-Gene auf den lebenden Menschen auswirkten.

## Anerkennung
1977 erhielt Brodde den Rottendorf-Preis für Pharmazie und Pharmakologie, 1983 den Franz-Groß-Wissenschaftspreis der Deutschen Hochdruckliga, 1984 den Paul-Martini-Preis (1984), 1990 den Walter-Clawiter-Preis für wissenschaftliche Arbeiten zur Erforschung der Hypertonie und 1991 den Fritz-Acker-Preis der Deutschen Gesellschaft für Kardiologie. Er war Ehrenmitglied der Japanischen Pharmakologischen Gesellschaft.